# Vonzások
A Vonzások (eredeti cím: Stoker) 2013-ban bemutatott brit-amerikai filmthriller, melyet Wentworth Miller forgatókönyvéből Pak Cshanuk rendezett. A főbb szerepekben Nicole Kidman, Matthew Goode és Mia Wasikowska látható.

## Cselekmény
India Stoker elveszti apját egy autóbalesetben. A temetésen feltűnik a soha nem látott nagybátyja, Charlie bácsi, aki velük marad egy időre, látszólag azzal a szándékkal, hogy támogassa az anyát. India soha nem volt nyitott az emberek felé, és ez apja halála után csak tovább romlik, a lányt az a kérdés is foglalkoztatja, hogy az eddigi évben kapott cipőket kitől kapja, ha nem az apjától, és most miért csak egy kulcsot kapott. Az anyuka időközben rámászik nagybátyjára, ám a nagybátyja sem ártatlan, időközben megöl 2 embert a házvezetőnőt, és a lány nénikéjét. India kezd egyre több dolgot kideríteni nagybátyjáról, és arra is rájön, hogy apja csak miatta ment vadászni, hogy nehogy nagyobb rossz történjen. A rejtélyes kulcs egy fiókot nyit, amiben képeket talál apjáról, és testvéreiről (kiderül, hogy kisöccsét Charlie ölte meg gyerekként) és leveleket a nagybátyjától, aki az európai utairól ír, ám a bélyegen egy elmegyógyintézet címe van. Kezd egyre zavarosabb lenni a dolog, és India időközben egyik este kimegy a házból, ahol összefut egy osztálytársával, elkezdenek csókolózni, ám a fiú többet akar amit a lány már nem szeretne. Már épp majdnem megerőszakolja a fiú, amikor feltűnik Charlie és először lefogja, ám amikor kiszabadul akkor már megöli végleg. Ezek után felgyorsulnak az események és Charlie színt vall, hogy ő ölte meg az apját, mert nem engedte hogy találkozzon Indiával, pedig direkt az ő kérésére engedték ki India 18. születésnapján, mert addig várt a lányra, előkerül tőle az utolsó cipősdoboz, benne a cipővel, ami az eddigiektől eltérően egy magassarkú, és ráadja India lábára. Eltervezik, hogy elmennek Charlie New York-i házába, amit még India apja vett neki, ám az intim pillanatokat megszakítja India anyja. Felhívja magához a férfit, aki mondja Indiának, hogy mindjárt jön, és amikor az anyuka rámászik megpróbálja megfojtani, ekkor jelenik meg a szobaajtóban India a puskával, és hirtelen lelövi Charlie-t. Másnap nagybátyja autójával elindul valamerre (nem derül ki, hogy pontosan hová, de feltételezhetően New Yorkba) ám hirtelen megállítja egy rendőr aki már érdeklődött nála az eltűnt osztálytársa ügyében, de India nemes egyszerűséggel megöli, majd folytatja útját. 

## Szereplők
| Színész            | Szerep                          | Magyar hang     |
| ------------------ | ------------------------------- | --------------- |
| Mia Wasikowska     | India Stoker                    | Földes Eszter   |
| Matthew Goode      | Charlie Stoker                  | Rajkai Zoltán   |
| Nicole Kidman      | Evelyn Stoker                   | Pápai Erika     |
| Dermot Mulroney    | Richard Stoker                  | Kőszegi Ákos    |
| Jacki Weaver       | Gwendolyn "Gin" Stoker nagynéni | Halász Aranka   |
| Lucas Till         | Chris Pitts                     | Berkes Bence    |
| Alden Ehrenreich   | Whip Taylor                     | Fehér Tibor     |
| Phyllis Somerville | Mrs. McGarrick                  | Illyés Mari     |
| Ralph Brown        | Howard seriff                   | Várkonyi András |
| Judith Godrèche    | Dr. Jacquin                     |                 |
| Harmony Korine     | Mr. Feldman                     |                 |

## Értékelések
- Chicago Sun-Times – 88/100
- Tampa Bay Times – 83/100
- Indiewire – 83/100
- The Hollywood Reporter – 80/100
- Variety – 80/100
- Miami Herald – 75/100
- Philadelphia Inquirer – 75/100
- New York Post – 75/100
- Boston Globe – 75/100
- Rolling Stone – 75/100
- Arizona Republic – 70/100
- Chicago Tribune – 63/100
- New York Observer – 63/100
- Los Angeles Times – 60/100
- The New York Times – 60/100
- Austin Chronicle – 50/100
- Entertainment Weekly – 42/100